# Charta 77
Charta 77 è stata la più importante iniziativa del dissenso in Cecoslovacchia. Il nome deriva dal documento Charta 77 (Prohlášení Charty 77) del gennaio 1977, redatto da Václav Havel, Jan Patočka, Zdeněk Mlynář, Jiří Hájek e Pavel Kohout, e originariamente sottoscritto da 247 cittadini di diversa estrazione.

## Origini
Parzialmente motivato dall'arresto dei membri di una band di musica psichedelica cecoslovacca, i Plastic People of the Universe, il documento criticava il governo della Cecoslovacchia per la mancata attuazione degli impegni sottoscritti in materia di diritti umani, tra i quali la Costituzione dello Stato, l'atto finale della conferenza di Helsinki sulla Sicurezza e la Cooperazione in Europa (1975) e gli accordi delle Nazioni Unite sui diritti politici, civili, economici e culturali.
Il documento, che apparve per la prima volta su un settimanale della Germania Ovest, descriveva i firmatari come "un'associazione libera, aperta e informale di persone [...] unite dalla volontà di perseguire individualmente e collettivamente il rispetto per i diritti umani e civili" in Cecoslovacchia e ovunque nel mondo. Veniva sottolineato che Charta 77 non era un'organizzazione munita di organi permanenti o di uno statuto, né mirava a costituire la base per un'attività politica di opposizione al regime comunista cecoslovacco. Quest'ultima affermazione era infatti necessaria per garantire il rispetto della legge vigente in Cecoslovacchia, per la quale era illegale l'opposizione organizzata.
In Cecoslovacchia la cosiddetta "Rivoluzione di Velluto", che fece seguito alla nascita del movimento Charta 77, ha una guida più collettiva. Il 15 gennaio 1989 vengono represse a Praga le manifestazioni in onore di Jan Palach, il ragazzo ventenne che si era cosparso di etere e si era dato fuoco in piazza Venceslao per protestare contro l'invasione della Cecoslovacchia da parte delle truppe del patto di Varsavia.

## Reazione del governo
La reazione del governo cecoslovacco fu dura: la stampa ufficiale descrisse il manifesto come "un documento abusivo, antistatale, antisocialista e demagogico" e i firmatari vennero descritti come "traditori e anche rinnegati", anche come "agenti dell'imperialismo", anche  come "politici falliti" e "avventurieri internazionali". Essi subirono svariate forme di ritorsione: la perdita del lavoro, il ritiro della patente, il rifiuto della prosecuzione degli studi per i figli, sino alla perdita della cittadinanza, all'espulsione e al carcere. Alcuni membri furono obbligati a collaborare con i servizi segreti comunisti. A loro sostegno, nell'aprile 1978 fu fondato un "Comitato per la difesa dei perseguitati ingiustamente" (Výbor na obranu nespravedlivě stíhaných - VONS), i cui leader l'anno successivo furono condannati alla reclusione da uno a cinque anni per attività sovversiva.

## Influenza
Negli anni ottanta, nonostante la repressione continuasse, la denuncia delle violazioni dei diritti umani da parte dei membri di Charta 77 non si interruppe. Nel complesso, tuttavia, l'influenza del movimento nel Paese fu modesta, sino a quando l'indebolimento del regime verso la fine del decennio diede modo ai suoi membri di organizzare una più efficace opposizione al regime.
In occasione della rivoluzione di velluto del 1989, i membri del gruppo ebbero modo di negoziare la transizione e il graduale trasferimento del potere dal partito comunista alle istituzioni democratiche, e alcuni di essi assunsero posizioni di primo piano nelle nuove istituzioni. Per esempio, Václav Havel venne eletto presidente della Cecoslovacchia dall'assemblea federale il 29 dicembre 1989.
In questa fase, emerse tuttavia un'insanabile eterogeneità tra le personalità che si erano identificate nel manifesto originario: i tentativi di costituzione di un partito politico in grado di comprenderli tutti fallirono e l'organizzazione venne ufficialmente sciolta nel 1992.

## Voce collegante
- Charta 08
- Charter 97
- Zbyněk Petráček